# Tele Dehon
Tele Dehon è una emittente televisiva italiana, di proprietà della Provincia Italiana Meridionale dei Sacerdoti del Sacro Cuore di Gesù, detti popolarmente Dehoniani, attiva dal 3 maggio 1978.

## Storia
La rete ha iniziato le trasmissioni dal santuario del Santissimo Salvatore di Andria. Nel centro Italia c'è invece Radio Christus, di proprietà dei sacerdoti dehoniani di Pagliare del Tronto.

## Palinsesto
La rete ha un palinsesto d'ispirazione cattolica.